# Sciara transpacifica
Sciara transpacifica är en tvåvingeart som beskrevs av Charles Howard Curran 1925. Sciara transpacifica ingår i släktet Sciara och familjen sorgmyggor. Inga underarter finns listade i Catalogue of Life.